# Leo Van Der Elst
Pour les articles homonymes, voir Vanderelst.
Léo Van Der Elst ou Vander Elst, né le 3 janvier 1962 à Opwijk, est un footballeur international belge qui joue au poste de milieu de terrain défensif.
Il est le frère cadet de François Van Der Elst.

## Biographie
Il évolue au cours de sa carrière au Royal Antwerp FC, au FC Bruges, au FC Metz, au RKC Waalwijk, au Sporting Charleroi, au KRC Genk et enfin à l'Eendracht Alost. 
Il dispute la Coupe du monde 1986 au Mexique avec l'équipe de Belgique. C'est d'ailleurs lui qui marque le tir au but décisif contre l'Espagne en quart de finale. Il compte 13 sélections en équipe nationale.
Après sa carrière de footballeur, il devient entraîneur. Il entraîne notamment le KV Ostende et l'Eendracht Alost.
En juin 2017, il devient entraîneur-adjoint au Club YLA.

## Palmarès
- avec le FC Bruges :
  - Champion de Belgique en 1988 avec le FC Bruges
  - Vainqueur de la Coupe de Belgique en 1986 avec le FC Bruges

- avec la Belgique :
  - Demi-finaliste de la Coupe du monde 1986

## Télévision
Il entraîne les pires équipes de Belgique dans l'émission de téléréalité « Les Héros du gazon » : le RFC Yvoir B lors de la première saison (diffusée en 2015 et 2016) et le RFC Pessoux lors de la deuxième saison (diffusée en 2017).